# Benjamin F. Welty

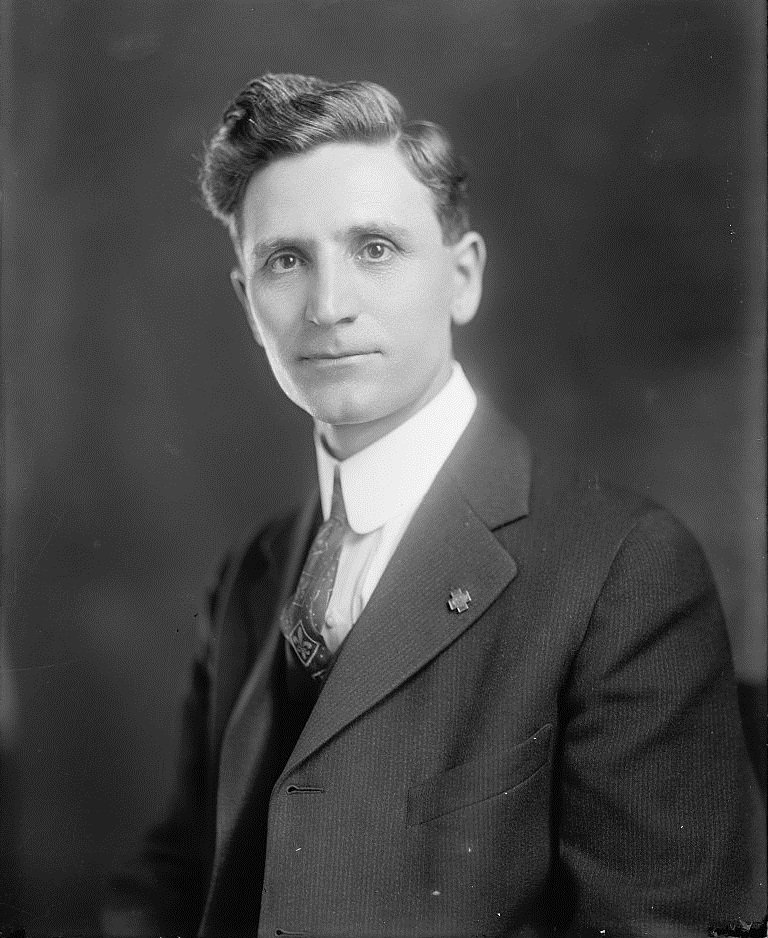
Benjamin F. Welty

Benjamin Franklin Welty (* 9. August 1870 bei Bluffton, Ohio; † 23. Oktober 1962 in Dayton, Ohio) war ein US-amerikanischer Politiker. Zwischen 1917 und 1921 vertrat er den Bundesstaat Ohio im US-Repräsentantenhaus.

## Werdegang
Benjamin Welty besuchte die öffentlichen Schulen seiner Heimat und das Tri-State Normal College of Indiana. Im Jahr 1894 absolvierte er die Ohio Northern University in Ada. Danach studierte er an der University of Michigan in Ann Arbor. Nach einem Jurastudium und seiner 1896 erfolgten Zulassung als Rechtsanwalt begann er in Lima in diesem Beruf zu arbeiten. Zwischen 1897 und 1909 war er juristischer Vertreter seiner Heimatstadt Bluffton. Während des Spanisch-Amerikanischen Krieges von 1898 diente er als einfacher Soldat in den amerikanischen Streitkräften. Später war er von 1908 bis 1913 Oberstleutnant in der Nationalgarde von Ohio. Von 1905 bis 1910 amtierte Welty als Staatsanwalt im Allen County; von 1911 bis 1913 arbeitete er als Sonderberater (Special Counsel) für den Attorney General seines Heimatstaates. Danach war er bis 1915 für das US-Justizministerium tätig.
Politisch war Welty Mitglied der Demokratischen Partei. Bei den Kongresswahlen des Jahres 1916 wurde er im vierten Wahlbezirk von Ohio in das US-Repräsentantenhaus in Washington, D.C. gewählt, wo er am 4. März 1917 die Nachfolge des Republikaners J. Edward Russell antrat. Nach einer Wiederwahl konnte er bis zum 3. März 1921 zwei Legislaturperioden im Kongress absolvieren. In seine Zeit im Kongress fiel der Erste Weltkrieg. Außerdem wurden in den Jahren 1919 und 1920 der 18. und der 19. Verfassungszusatz ratifiziert. Dabei ging es um das Verbot des Handels mit alkoholischen Getränken bzw. die bundesweite Einführung des Frauenwahlrechts.
Im Jahr 1920 wurde Welty nicht wiedergewählt. Zwischen 1921 und 1924 arbeitete er für die Inland Waterways Association. Ansonsten praktizierte er bis 1951 als Anwalt; danach zog er sich in den Ruhestand zurück. Er starb am 23. Oktober 1962 im Alter von 92 Jahren in Dayton.